# FiNN
FiNN（フィン、2003年〈平成15年〉9月19日 - ）は、愛知県知多郡南知多町出身のプロゲーマー、ストリーマー。本名は渡邉世進（韓:오세진・英: Oh Se-Jin）。ZETA DIVISION所属。 FPSゲーム『Overwatch』の競技大会を中心に活動している。

## 略歴
2003年、愛知県南知多町にて生誕。日韓ハーフであり小中学校6年間を日本で過ごしている。
2020年から韓国の「O2 Blast」に所属し、「Overwatch Contenders Korea(2020season1 - 2021season1 - 2021season2)」で３度の優勝に貢献。
2021年秋にはその活躍が認められ名門「San Francisco Shock」に加入し現チームメイトでもあるViol2tなどと共に活躍。「Overwatch League 2022 - Playoffs」では「Dallas Fuel」に惜しくも敗れるも、主力として準優勝に導いた。
Overwatch League廃止後は韓国に戻り、元リーガー中心に結成されたチームである「From The Gamer」に加入する。戦いの舞台を「OWCS Korea」に移し、韓国大会では3位、アジア大会では3位の成績を収めた。同時期には「Overwatch World Cup 2023」で韓国代表に選ばれている。
そして2024年6月から日本のプロeスポーツチームである「ZETA DIVISION」にOverwatch部門の初期メンバーとして加入。「Overwatch Champions Series 2024 - Asia Stage」で3位、「Esports World Cup」では4位に輝くなど現在まで活躍を続けている。

## 人物・エピソード
- 日韓ハーフで日本と韓国で生活していることもあり日本語と韓国語は堪能。またアメリカでプロゲーマーとして活動していたため英語も話せる[要出典]。
- 国籍は日本と韓国だが、国別のOverwatch World Cupでは韓国代表として出場している。
- 現在は韓国在住。
- YoutubeやTwitchで主に活動しており、基本的には日本語でコンテンツを配信している。
- FiNNという名前の由来はアニメ「アドベンチャー・タイム」の主人公フィンから取られている。
- MBTIはENTP
- 南知多町出身ということもあり多くの日本人ファンから「南知多の英雄」と呼ばれている。なお現地の観光協会にも認知されている。[2]
- プロゲーマーになる前は家にPCがなくネットカフェで練習していた。[3]
- チームでは主にフレックスサポートとしてプレーしており、アナを得意としている。
- サッカーも得意で、小学5年生時に世代別の韓国代表に選ばれたこともある。[4]